# Bernard Haussoullier
Bernard Haussoullier, född 11 september 1853, död 25 juli 1926, var en fransk arkeolog.

## Biografi
Haussoullier kom efter studier vid École normale och École des hautes études som docent till Caen och sändes 1880 till Aten för att bistå vid franska arkeologiskolans arbete, bland annat i Delfi, där Haussoullier gjorde en grundläggande insats genom upptäckten av bland annat atenarnas skattehus. År 1882 blev han professor i Bordeaux, 1895-96 ledde han utgrävningarna i Didyma vid Miletos. 
Bland Haussoulliers arbeten märks La vie municipale en Attique (1883), Recueil des inscriptions juridiques grecques (1891-1904, tillsammans med Rodolphe Dareste med flera), Didymes (1904), Aristote. Constitution d'Athènes (1923, tillsammans med Georges Mathieu).